# 지연된 로딩
지연된 로딩, 레이지 로딩(lazy loading), 게으른 로딩은 필요 시점까지 객체의 초기화를 연기시키기 위해 컴퓨터 프로그래밍에 흔히 사용되는 디자인 패턴의 하나이다. 적절하게 사용될 경우 프로그램의 운영 차원에서 효율성에 기여할 수 있다. 그 반대의 경우 열정적인 로딩(즉시 로딩, eager loading)이라고 부른다. 웹페이지 등의 케이스에서 네트워크 콘텐츠가 접근되고 초기화 시간을 최소로 유지해야 하는 상황에서 이상적이다.

## 구현
구현 방법으로는 지연된 초기화, 가상 프록시, 고스트 밸류 홀더가 있다. 제각기 장단점이 있다.

### 지연된 초기화
```
private
 
int
 
myWidgetID
;

private
 
Widget
 
myWidget
 
=
 
null
;

public
 
Widget
 
MyWidget

{

    
get

    
{

        
if
 
(
myWidget
 
==
 
null
)

        
{

            
myWidget
 
=
 
Widget
.
Load
(
myWidgetID
);

        
}

        
return
 
myWidget
;

    
}

}

```

```
private
 
int
 
myWidgetID
;

private
 
Widget
 
myWidget
 
=
 
null
;

public
 
Widget
 
MyWidget

{

   
get
 
{
 
return
 
myWidget
 
=
 
myWidget
 
??
 
Widget
.
Load
(
myWidgetID
);
  
}

}

```

### 고스트
```
$userData
 
=
 
array
 
(

    
"UID"
 
=
 
>
 
uniqid
(),

    
"requestTime"
 
=>
 
microtime
(
 
true
 
),

    
"dataType"
 
=>
 
""
,

    
"request"
 
=>
 
""

);

if
 
(
isset
(
 
$_POST
[
'data'
]
 
)
 
&&
 
$userData
)
 
{

    
//...

}

```

### 밸류 홀더
```
private
 
ValueHolder
<
Widget
>
 
valueHolder
;

public
 
Widget
 
MyWidget

{

    
get

    
{

        
return
 
valueHolder
.
GetValue
();

    
}

}

```

## 같이 보기
- 소프트웨어 디자인 패턴
- 동적 적재
- 프록시 패턴
- 느긋한 계산법
- 지연된 초기화